# 平安神宮放火事件
平安神宮放火事件（へいあんじんぐうほうかじけん）は、1976年（昭和51年）1月6日に京都市左京区の平安神宮で発生した放火テロ事件で、日本の新左翼活動家である加藤三郎が起こした事件である。

## 建造物の来歴
平安神宮は1895年（明治28年）に「平安建都1100年記念事業」として創建された神社で、平安京を建都した桓武天皇を祀っている。加藤は「自らの権威誇示のため、民百姓に塗炭の苦しみを与えるような平安京を造営し、また領土的野心のために蝦夷を侵略し、蝦夷人を虐殺・奴隷化した」桓武天皇を祭神として祀ることは「神」に対する冒涜と思い込んだ。やがてその思いが高じて平安神宮へ放火するに至った。

## 事件の概要
加藤は1976年の正月三箇日の初詣参拝客にまぎれ事前偵察を行った。そして犯行は1976年1月6日午前3時35分頃行われた。加藤は平安神宮内拝殿へ放火し逃亡した。京都市消防局は最高レベルの「全出動」を発令し、市内各消防署、消防団から消防車が駆けつけたが、既に内拝殿や本殿に燃え移っており、外拝殿（大極殿）への延焼を食い止めるのがやっとであった。
平安神宮は明治時代の創建であったため文化財指定を受けておらず、当時の消防法の規定では自動火災報知設備の設置が義務付けられていなかった。そのため発見が遅れ、大火事となってしまった。
その後、加藤は平安神宮の近くにあった京都会館と京都市美術館に犯行声明の電話をかけ、闘争の存在を誇示した。ところが「電話があった」という報道しかされず、あまり話題にならなかった。
続いて2月11日に、加藤は「世界赤軍日本人部隊・闇の土蜘蛛」名義の犯行声明文を新聞社に郵送した。犯行声明文には「桓武朝廷軍による蝦夷征伐を継承する天皇制日本帝国に対して宣戦布告する」旨が記されていた。しかし、何日経っても犯行声明文が公表されることはなかった。
実際はただのイタズラ電話だと判断されただけだったが、加藤はこれらの過程で「反天皇制闘争」を黙殺して葬り去ろうとする「天皇制日本国家の陰謀」と感じ、ますます敵対意識を強めることになった。その結果、加藤は黙殺できない大きな事件を起こすため爆弾テロを行うことになった。
本事件の最高裁判例(最高裁平成元年7月14日第三小法廷決定)は、刑法学上、現住建造物放火罪(刑法108条)における建造物の現住性の判断において重要な判例とされている。
第一審(東京地判昭和61年7月4日判時1214号34頁)、控訴審(東京高判昭和63年4月19日判時1280号49頁)ともに現住建造物放火罪の成立が認められたことに対し、弁護人は、「平安神宮社殿は、人が現住していた社務所などの建物とは別個の建造物であるから非現住建造物放火罪が成立するにとどまる」旨を主張して上告した。しかし最高裁は放火された社殿が、現住建造物である社務所などと物理的機能的に一体性を有するので現住建造物であると判断して、弁護人の上告を棄却し現住建造物放火罪の成立を認めている。